# Krukt megma
Krukt megma là một loài nhện trong họ Zoropsidae.
Loài này thuộc chi Krukt. Krukt megma được Raven & Stumkat miêu tả năm 2005.